# Blodtransfusion
Blodtransfusion er overførsel af blod eller dele heraf fra en bloddonor til en modtager af blodet. Donor og recipient kan godt være samme individ, og i så fald kaldes det autotransfusion. Ved autotransfusion er der enten lagret blod fra individet nogen tid før behovet (kirurgisk indgreb) eller det tabte blod under et større kirurgisk indgreb opsamles, filtreres og tilsættes lægemidler og transfunderes tilbage til samme patient.
Verdens første kendte forsøg på en blodtransfusion var Pave Innocens 8., der fik blod fra tre drenge. Desværre var operationen ikke en succes, da både paven og drengene døde som følge af proceduren, om end transfusionen angiveligt havde en kortvarig opkvikkende effekt på paven.
Blodtransfusioner anvendes ofte som led i mange behandlinger og operationer på sygehuse verden over. Der tages normalt flere forskellige blodprøver, og der iværksættes en række forholdsregler, inden transfusionen påbegyndes; først og fremmest bestemmes blodtypen i både donorblodet og modtageren, og blodprøven BAS-test (BlodAntiStof-test, visse steder udført som en BAC-test) kontrolleres. Dette gøres for at sikre, at modtageren af transfusionen (patienten) ikke får en negativ reaktion på det infunderede blod. En sådan transfusionsreaktion kan føre til at kroppens immunforsvar opfatter det indgivne blod som fremmed for kroppen, hvorfor det nedbrydes, hvilket kan føre til feber (grundet frigivne pyrogener) og akut blodtryksfald (grundet kardilatation som følge af frigivelse af histamin fra de nedbrudte mastceller).
Under en blodtransfusion kan gives forskellige blodprodukter; almindeligvis tænkes på fuldblod, der er en infusion af alle komponenter i donorblodet. Alternativt kan blodet behandles inden transfusion, så modtageren kun gives for eksempel blodplasma, eller et koncentrat af blodlegemer som blodplader eller røde blodlegemer, afhængigt af målet for behandlingen. 